# Grodziec (Ozimek)
Pour les articles homonymes, voir Grodziec.
Grodziec (Friedrichsgrätz en allemand) est une localité polonaise du gmina d'Ozimek dans la voïvodie et le powiat d'Opole.

## Géographie

### Situation géographique
Grodziec se trouve à six kilomètres au nord-est du siège municipal d’Ozimek (Malapane) et à 28 kilomètres à l’est du district et de la voïvodie d’Opole (Oppeln).
Le village est situé au milieu de vastes zones boisées. Le fleuve Białka, un afflux droit de Mała Panew (Malapane allemand), traverse Grodziec.

## Histoire

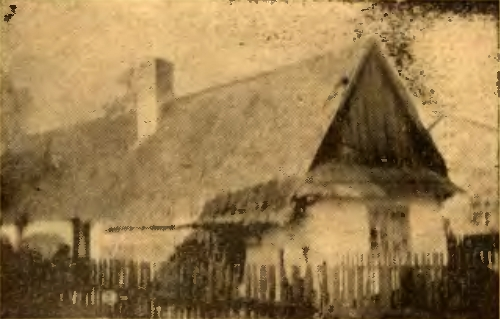
Ancienne maison coloniale à Grodziec

Le village a été fondé en 1752 par des hussits de Bohême dans le cadre de la colonisation friderizienne. Le village était principalement peuplé de réfugiés religieux de Bohême qui, après la première guerre de Silésie, ont émigré en grand nombre en Prusse. Jusqu’à présent, Grodziec est l’une des plus grandes colonies de la colonie friderizienne. En 1787, 45 tisserins et 40 autres artisans parlaient le tchèque.
Après la réorganisation de la province de Silésie, la commune rurale de Grodziec a fait partie, à partir de 1816, de la municipalité d’Oppeln dans le district d’Oppeln. En 1845, le nom tchèque est Frydrychowy Hradec et le nom polonais est  Grec. En 1845, le village abritait une église paroissiale évangélique, une école évangélique, une distillerie, une brasserie, une sous-cour et 162 autres maisons. La même année, 1117 personnes vivaient à Grodziec, dont 45 catholiques, et, en 1845, 48 cordonniers, 31 tisserins et 20 tisserins étaient comptés. En 1865, le village avait 94 colons. Le district départemental de Grodziec, constitué des communes rurales de Chobie, Grodziec et Münchhausen, a été fondé en 1874. Le département a d’abord été géré par le propriétaire du moulin Adametz à Krascheow. Vers 1880, le district départemental de Grodziec a déjà été dissous et affecté au district départemental de Krascheow.
En 1910, il y avait 1790 habitants, dont 1679 Tchèques. Lors du référendum de 1921 en Haute-Silésie, 1239 électeurs ont voté pour appartenir à l’Allemagne et 13 pour la Pologne. En 1933, il y avait 1.906 habitants. En 1939, il en avait 1.810. Jusqu’en 1945, elle se trouvait dans la municipalité d’Oppeln.
En 1945, la ville est arrivée sous administration polonaise et a été rebaptisée Grodziec. Dès avril 1945, les premiers colons polonais arrivaient dans le village, principalement originaires de Werchnja Bilka et Jezierna. En 1950, Grodziec a rejoint la voïvodie d’Oppeln. En 1999, le site de Powiat Oleski a été reconstruit, et en 2011, 1336 personnes y vivaient.

## Monuments
- L’Église romaine de la Mère de Dieu de Częstochowa et de Saint Adalbert a été construite en 1891 en tant qu'église évangélique de style néogothique. Depuis l’été 1945, la messe catholique est célébrée dedans[8].
- Bâtiment de l’école (bâtiment en briques de 1845 sur l’île de Tartaczna)

## Personnalité liée au village
- Fritz Streletz (1926-2025), Generaloberst de la NVA, vice-ministre du ministère de la Défense Nationale de la RDA, chef du siège de l'état-major de la NVA et secrétaire du Conseil National de Défense.